# Chambre introuvable

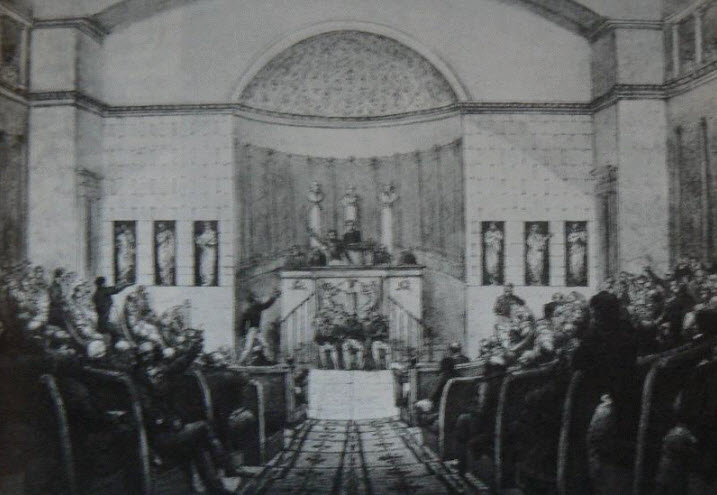
Chambre introuvable

Chambre introuvable (tj. nenalezitelná komora) je ve francouzských dějinách označení pro Poslaneckou sněmovnu, která se ve Francii scházela od 7. října 1815 do 5. září 1816. Ve sněmovně měli drtivou většinu ultraroyalisté.

## Historie
Po druhé restauraci dynastie Bourbonů po konečné porážce Napoleona v bitvě u Waterloo (18. června 1815) zvýšil Ludvík XVIII. královským nařízením ze 13. července 1815 počet poslanců na 402 a na 12. - 22. srpen vyhlásil volby do nové Poslanecké sněmovny. Výsledkem hlasování byla nečekaně velká ultraroyalistická většina, 78 % míst. Poslanci patřící k této většině zastupovali krajně pravicové politické pozice. Přestože měl Ludvík XVIII. radost z velkého počtu royalisticky smýšlejících poslanců, zároveň se obával předvídatelných extrémně reakčních požadavků, které budou vznášet. Bonmotem nazval zvolený zastupitelský orgán jako „nenalezitelnou komoru“, což znamenalo, že její složení bylo nečekaně silné v roajalistickém smyslu. Své zasedání zahájila 7. října 1815.
Ultraroyalističtí poslanci se snažili pomstít oponentům, kteří stáli na straně Napoleona během Napoleonova návratu do Francie a jeho Stodenního císařství. S ohledem na to zavedla vláda již koncem září 1815 tři represivní zákony proti politickým podezřelým. Dále mimo jiné následovaly procesy s Napoleonovými vysokými důstojníky a propouštění četných prefektů a starostů i státních úředníků. Politický boj prohloubil rozdělení Francie na dva tábory. Ultraroyalisté obhajovali rozšíření královské moci, zatímco liberálové obhajovali práva Poslanecké sněmovny a svobodu tisku. Ludvík XVIII. se snažil dosáhnout rovnováhy mezi různými stranami a zajistit tak společenský smír.
Po rezignaci Talleyrandovy vlády byl na konci září 1815 vytvořen nový kabinet umírněných roajalistů, vedený vévodou Richelieu. Po nástupu tohoto kabinetu se konflikt mezi vládou a ultraroyalisty nakrátko uklidnil. Napětí se však brzy znovu rozhořelo, protože opatření ministerstva proti přeběhlým bonapartistům nestačila ultraroyalistické většině v Chambre introuvable. Počátkem ledna 1816 tak jeden z poslanců ostře zaútočil na ministry a prohlásil, že poslanci mají chránit krále před jeho vlastní milostí. V tomto sporu se král postavil na stranu svých ministrů a vnímal ideologický radikalismus ultraroyalistů. Ti požadovali rovněž zrušení vcelku liberální ústavy, zrušení konkordátu z roku 1801 a obnovení vlastnictví půdy, jak existovalo před vypuknutím Francouzské revoluce v roce 1789. To se setkalo se silným odporem liberálů a těch, kteří by byli poškozeni, kdyby se předložené požadavky splnily.
Ultraroyalisté upínali své naděje na hraběte z Artois, který byl mnohem zpátečničtější než král a byl mladším bratrem Ludvíka XVIII. V roce 1824 nastoupil na francouzský trůn jako Karel X. Přáli si také sestavit kabinet, který by měl důvěru většiny Poslanecké sněmovny a paradoxně i přes svůj reakční postoj bojovali za více parlamentních svobod.
Projednávání rozpočtu v Poslanecké sněmovně mimo jiné vyvolalo v průběhu roku 1816 nepřijatelné scény, takže Richelieu a umírněný monarchista Élie Decazes, vévoda z Decazes a Glücksbergu, se pokusili přimět krále, aby sněmovnu rozpustil. Nejprve chtěl Ludvík XVIII. komoru opět svolat po přestávce v zasedání a rozpustit ji pouze v případě trvajícího odporu. Nakonec vyhověl žádosti svých ministrů a 5. září 1816 sněmovnu rozpustil vyhlásil nové volby. Ludvíkův bratr Karel toto opatření ostře kritizoval.
Později se název Chambre introuvable stal přezdívkou pro každou komoru, která se vyznačuje ultraroyalistickými aspiracemi.